# You Must Believe in Spring
Albums de Bill Evans
I will say goodbye
(1977) Getting sentimental
(1978)
You Must Believe in Spring est un album du pianiste de jazz Bill Evans enregistré en 1977, mais publié uniquement en 1981.

## Historique
Cet album, produit par Helen Keane et Tommy LiPuma, a été initialement publié en février 1981 (c'est-à-dire 5 mois après le décès du pianiste et trois ans et demi ans après les séances d'enregistrement) par Warner Bros Records (HS 3504-Y). 
Il a été enregistré au Capitol studio (Vine Street, Hollywood, Californie), du 23 au 25 août 1977. L'ingénieur du son était Frank Laico.
La peinture reproduite en couverture est Yearning de Charles Burchfield. Les notes de pochettes incluent Elegy, un poème de Bill Zavatsky.

## Titres de l’album
| No | Titre                                    | Auteur                                               | Durée |
| -- | ---------------------------------------- | ---------------------------------------------------- | ----- |
| 1. | B minor waltz (For Ellaine)              | Bill Evans                                           | 3:12  |
| 2. | You must believe in spring               | Michel Legrand, Jacques Demy, Alan & Marilyn Bergman | 5:37  |
| 3. | Gary's theme                             | Gary McFarland                                       | 4:15  |
| 4. | We will meet again (For Harry)           | Bill Evans                                           | 3:59  |
| 5. | The peacocks                             | Jimmy Rowles                                         | 6:00  |
| 6. | Sometime ago                             | Sergio Mihanovich                                    | 4:52  |
| 7. | Theme from M*A*S*H (Suicide is painless) | Johnny Mandel, Michael Altman                        | 5:53  |

Titres additionnels sur certaines réédition en cd (Rhino, 2003) 
| No  | Titre              | Auteur                                     | Durée |
| --- | ------------------ | ------------------------------------------ | ----- |
| 8.  | Without a song     | Vincent Youmans, Edward Eliscu, Billy Rose | 8:09  |
| 9.  | Freddie Freeloader | Miles Davis                                | 7:37  |
| 10. | All of you         | Cole Porter                                | 8:09  |

## Personnel
- Bill Evans : piano (Fender Rhodes sur Freddie Freeloader)
- Eddie Gomez : contrebasse
- Eliot Zigmund : batterie

## À propos de l'album
Ce disque à l'atmosphère particulièrement élégiaque n'a été publié qu'après le décès du pianiste. On remarquera le jeu inspiré et particulièrement sobre du d'habitude volubile contrebassiste Eddie Gomez. On admirera les talents de coloristes du batteur Eliot Zigmund qui utilise avec maestria baguettes, balais et mailloches.
Il est difficile de dire si c'est Evans ou Helen Keane (agent artistique, productrice et amie du pianiste) qui est à l'origine du choix du répertoire joué lors des séances d'enregistrement. Par contre, c'est bien à Helen Keane qu'on doit la sélection pour l'édition de cet album « posthume ». Il a été souvent écrit que la thématique générale du disque était le « suicide » (pour l'édition de 1981). Bill Evans n'ayant pas des dons de prophète (en 1977, il ne pouvait pas prédire le décès de son frère), cette thématique vient du fait qu'Helen Keane n'avait retenu, pour cette édition, que les pièces sombres et mélancoliques en les organisant selon une sorte de dramaturgie :
- B minor waltz est une valse dédiée à Ellaine, la « première épouse » (dans les faits, ils n'ont jamais été légalement mariés) du pianiste. Elle s'est suicidée, en 1973, en se jetant sous une rame de métro.
- We will meet again est une valse dédiée à Harry, frère du pianiste et pianiste lui-même. Il s'est suicidé en 1979 à la suite d'une dépression.
- le titre alternatif de Theme from M*A*S*H (musique écrite par Johnny Mandel pour le film M*A*S*H de Robert Altman) est « suicide is painless », remarque à l'humour amer si on se réfère aux deux titres précédents
- Le titre You must believe in spring, où l'on nous dit qu'il « faut croire au printemps », peut être lu comme une parole consolatrice ou une autre remarque amère.

## Partitions
On trouvera la transcription note à note (thème et improvisation) de You must believe in spring tel qu'Evans le joue sur cet album dans :
- The Artistry of Bill Evans. 1, transcriptions par Pascal Wetzel. CPP-Belwin Inc., 1989.